# Nikolay Ivanovich Krylov
Nikolay Ivanovich Krylov (tiếng Nga: Никола́й Ива́нович Крыло́в; 29 tháng 4 năm 1903 - 9 tháng 2 năm 1972) là một Nguyên soái Liên Xô. Ông là Tư lệnh Lực lượng Tên lửa chiến lược từ năm 1963 đến năm 1972.

## Thân thế

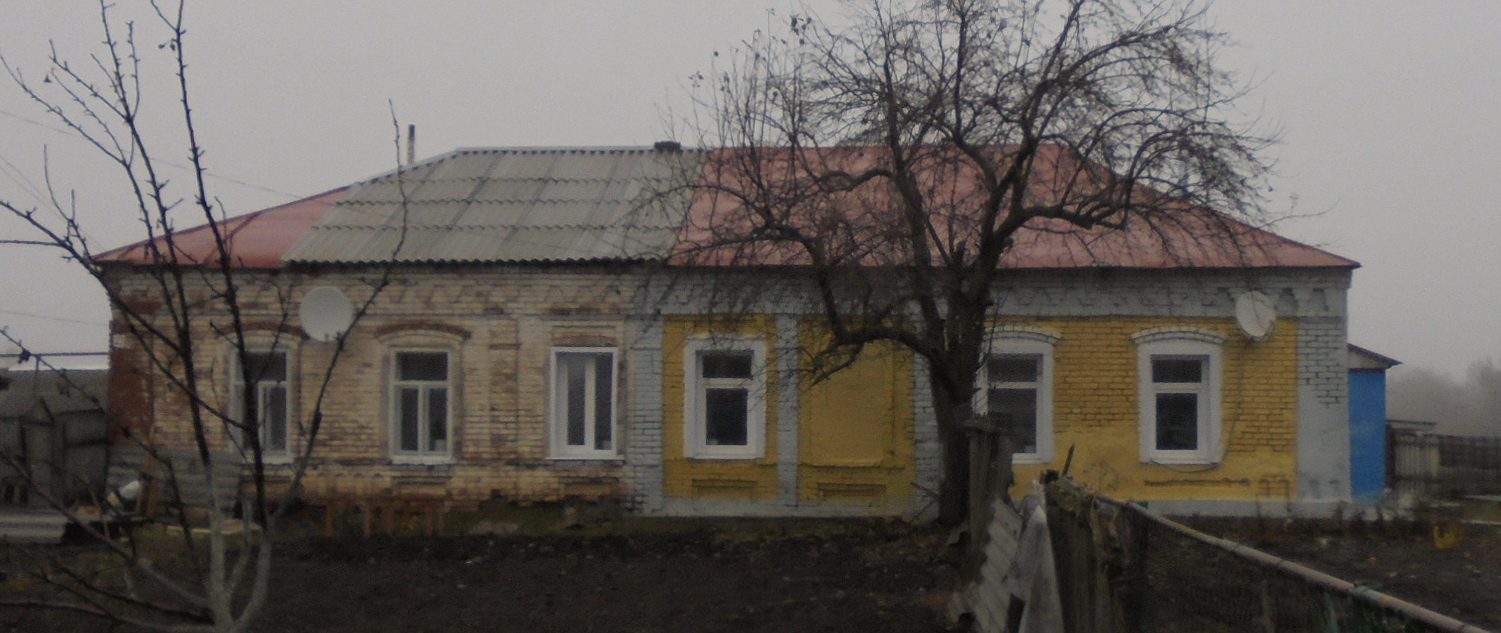
Ngôi nhà mà nguyên soái Krylov được sinh ra.

Nikolay Ivanovich Krylov sinh ngày 29 tháng 4 năm 1903, tại làng Golyaevka, Tamalinsky, huyện Balashovsky, tỉnh Saratov (nay là làng Vishnevoe, quận Tamalinsky, Penza), trong một gia đình giáo viên nông thôn người Nga.
Năm 1918, ông tình nguyện tham gia đội Cận vệ đỏ. Khi Nội chiến Nga nổ ra, ông tình nguyện gia nhận Hồng quân, đến đầu năm 1919, được gia nhập vào đội hàng không của Mặt trận phía Nam. Nhưng vài ngày sau, ông bị bệnh nặng nên phải trở về nhà. Sau đó, ông cố gắng học hành và vượt qua các kỳ thi để và nhận được chứng chỉ tốt nghiệp cấp 2.
Tuy nhiên, đến tháng 4 năm 1919, khi mới 16 tuổi, ông một lần nữa đăng ký gia nhập Hồng quân. Sau khi tốt nghiệp các khóa học về bộ binh và súng máy Saratov năm 1920, ông được bổ nhiệm làm chỉ huy một trung đội súng trường thuộc Sư đoàn súng trường 28 mang tên V.M. Azin. Chiến đấu trong đội hình của Tập đoàn quân 11, ông tham gia nhiều trận chiến ở Mặt trận phía Nam, tiến vào Azerbaijan và Gruzia năm 1921. Năm 1921, ông được chuyển đến Viễn Đông và được bổ nhiệm làm chỉ huy một tiểu đoàn súng trường thuộc Trung đoàn 3 Verkhne-Udinsky, Sư đoàn 1 Thái Bình Dương của Quân đội Cách mạng Nhân dân Cộng hòa Viễn Đông, khi mới 19 tuổi. Ông đã tham gia vào cuộc tấn công vào Spassk, giải phóng Nikolsk-Ussuriysk và Vladivostok vào năm 1922. Tháng 8 năm 1928, ông tốt nghiệp khóa huấn luyện Vystrel của Hồng quân.

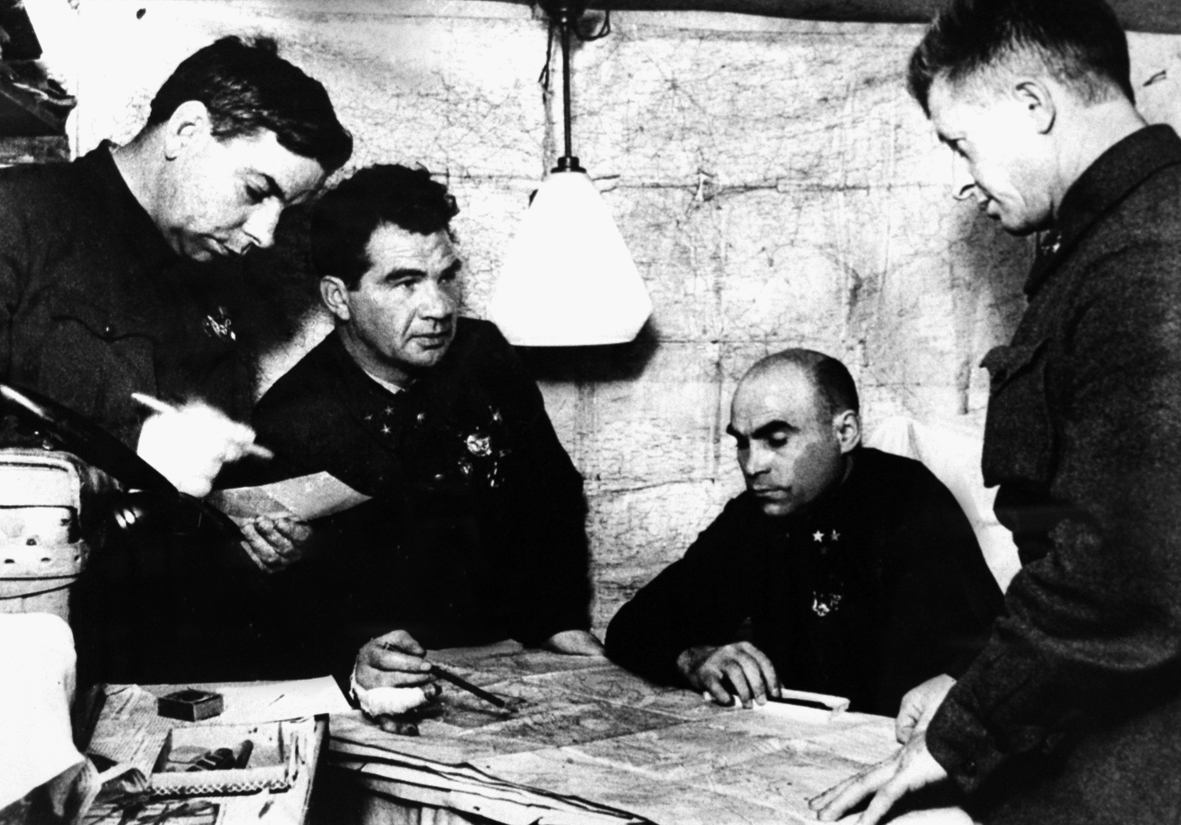
Bộ Tư lệnh Tập đoàn quân 62 (từ trái sang: Ủy viên Hội đồng Quân sự K.A. Gurov, Tư lệnh phương diện quân V.I. Chuikov, Tham mưu trưởng N.I. Krylov, chỉ huy Sư đoàn súng trường Cận vệ 13 A.I. Rodimtsev. Tháng 12, 1942.

Trong Chiến tranh Vệ quốc vĩ đại, ông là tham mưu trưởng của Tập đoàn quân 62 (1942-1943) và Tư lệnh Tập đoàn quân 21 và Tập đoàn quân 5 (1943-1945). Sau chiến tranh, ông lần lượt giữ các chức vụ Tư lệnh của các quân khu Viễn Đông (1947-1953), Leningrad (1957-1960) và Moskva (1960-1963).
Ông được phong hàm Nguyên soái Liên Xô vào ngày 28 tháng 4 năm 1962.
Ông qua đời ngày 9 tháng 2 năm 1972 tại Moskva và được an táng tại Nghĩa trang tường Điện Kremli.

## Danh hiệu và giải thưởng
- Anh hùng Liên Xô (2 lần)
- Huân chương Lenin
- Huân chương Cách mạng Tháng Mười
- Huân chương Suvorov hạng 1
- Huân chương Kutuzov hạng 1
- Bắc Đẩu Bội tinh đệ Tam đẳng (Pháp)

## Lược sử quân hàm
- Thiếu tá (1935)
- Đại tá (17.02.38)
- Thiếu tướng (27.12.41)
- Trung tướng (9.09.43)
- Thượng tướng (15.07.44)
- Đại tướng (18.09.53)
- Nguyên soái Liên Xô (29.04.62)